# Nhơn Hậu
Nhơn Hậu là một xã thuộc thị xã An Nhơn, tỉnh Bình Định, Việt Nam.

## Địa lý
Xã Nhơn Hậu nằm ở phía bắc thị xã An Nhơn, có vị trí địa lý:
- Phía đông giáp phường Nhơn Hưng
- Phía tây giáp xã Nhơn Mỹ
- Phía nam giáp xã Nhơn Khánh
- Phía bắc giáp phường Đập Đá và phường Nhơn Thành.

Xã Nhơn Hậu có diện tích 12,26 km², dân số năm 1999 là 13.303 người, mật độ dân số đạt 1.085 người/km².

## Lịch sử
Nơi đây là vùng Kinh đô của Vương quốc ChămPa, có thành Đồ Bàn (tại thôn Nam Tân, Xã Nhơn Hậu) tồn tại 5 thế kỷ, từ thế kỷ XI đến XV.
Năm 982 dưới triều đại vua Yangpuku Vijaya (âm Hán-Việt là Ngô Nhật Hoan ?) thành Đồ Bàn được xây dựng. Đây là kinh đô cuối cùng của vương quốc Chăm Pa và các vua Chăm đã đóng ở đây từ thế kỷ 11 đến thế kỷ 15.
Năm 1376, vua Trần Duệ Tông đem 12 vạn quân thủy, bộ đánh thành Đồ Bàn bị Chế Bồng Nga đánh bại, Trần Duệ Tông tử trận.
Năm 1403, Hồ Hán Thương sai tướng đem 20 vạn quân vây đánh thành Đồ Bàn ngót hai tháng trời, nhưng bị quân Chiêm Thành phản công quyết liệt liệt, phải rút quân về nước.
Năm 1471, vua Lê Thánh Tông đem một đoàn thủy, lục quân hùng mạnh sang đánh Chăm Pa. Sau khi chiếm được, Lê Thánh Tông ra lệnh phá hủy thành Đồ Bàn.
Năm 1778, Nguyễn Nhạc tự xưng là Trung ương Hoàng Đế nhà Tây Sơn, đóng đô ở đây, nên còn gọi là Hoàng Đế thành, ông cho mở rộng về phía Đông, xây dựng nhiều công trình lớn.
Ngày nay, Thành Hoàng đế là một trong những di tích giá trị, quan trọng trong nghiên cứu lịch sử quân sự và khảo cổ học.

## Hành chính
Xã Nhơn Hậu được chia thành 9 thôn: Thiết Trụ, Vân Sơn, Đại Hòa, Nam Tân, Bắc Thuận, Ngãi Chánh, Thạnh Danh, Nam Nhạn Tháp, Bắc Nhạn Tháp.